# Ped
Ped je nejmenší strukturní jednotka půdy.
Pedy vznikající agregací primárních částic nebo segregací apedální masy. Pojmem pedy se zdůrazňuje, že jde o strukturní elementy s přirozenými odlučnými plochami, nikoliv o umělé fragmenty. Pedální elementy jsou často stabilizovány nejen v důsledku vazeb mezi částicemi základní matrice, ale i povlaky na povrchu pedu. Vznikají fyzikálními procesy bobtnání, smršťování, promrzání půdy a činností půdních organismů.
Pedy mají stabilní tvar a velikost. V závislosti na horizontu, ve kterém se tvoří. Přírodní agregací dochází k poklesu rozkladu částic s narůstající hloubkou. Nejmenší pedy se nachází v blízkosti povrchu horizontu A, který je bohatý na půdní biotu. Velikost zrn pedu se pohybuje v průměru 1–5 mm.

## Typy pedů
Rozeznáváme 4 typy pedu:

### Sféroidní
Dělí se na 2 subtypy: zrnitostní – relativně nepropustné a drobkovitý – velmi propustné
Tyto pedy jsou obvykle celé zbarvené a vznikají primárně interakcí mezi půdními organismy, kořeny a minerálními částicemi. Jdou tedy společné v A horizontech pod travnatými porosty a opadavými lesy.

### Hranatý
Pedy vázané na zakřivených nebo rovných površích, které jsou víceméně zrcadlovým obrazem okolních pedů. Pedy s plochým povrchem a ostrými hranami jsou nazývány angulární; pedy se smíšeným (oblým nebo rovným) povrchem a více zaoblenými hranami se nazývají subangulární. Hranaté pedy se nachází v B horizontech, kde jejich přirozený povrch může být identifikován hladkostí a často výraznými barvami. Povrch pedu může být obalem např. organickým materiálem nebo jílem. Prázdná místa mezi pedy často tvoří cesty pro kořeny a vodu. Na povrch pedu se mohou přichytávat živé nebo mrtvé kořeny rostlin.

### Plochý
Částice jsou uspořádány do roviny a nemohou se vertikálně rozšiřovat; většina povrchu pedů je tedy horizontální. Pedy jsou tenčí uprostřed než na kraji a jsou nazývány čočkovité. Tyto pedy se objevují v A horizontech ihned nad nepropustným B horizontem, nebo na povrchu antropogenních půd.

### Hranolový
Tyto pedy jsou vyšší než širší a vertikální povrch je zakončen ostrými hranami. Jsou rozdělené do hranolů bez vrchního zaoblení (hranolové) a s vrchním zaoblením (sloupcové). Hranolová struktura je běžná v půdním subtypu těžkých jílů, díky častému prosakování vody. Sloupcová struktura je spojována částečně s B horizontem.

## Složení pedů
Všechny typy pedů jsou složené z malých jasně viditelných částic a další částice mohou být viditelné pod mikroskopem. Například hranolové pedy jsou složeny ze sekundárních bloků, které se lámou a vytváří primární bloky v průměru <10 mm. Další pedy mají složité vnitřní uspořádání částic a vzdušných mezer, které mohou být objasněné jenom pečlivým zhodnocením tenkých vrstev.

## Třídy pedů
Třída pedu je posuzována podle velikosti a v závislosti na odlišnosti a trvanlivosti viditelných pedů. Velikost třídních rozsahů je v rozmezí <2 mm až >500 mm. Třídy pedů nám napomáhají rozlišit typy pedů.

### Strukturní stupně
- málo vyvinuté
- slabě vyvinuté
- středně vyvinuté
- silně vyvinuté